# Conchapelopia americana
Conchapelopia americana är en tvåvingeart som beskrevs av Ernst Josef Fittkau 1957. Conchapelopia americana ingår i släktet Conchapelopia och familjen fjädermyggor. Inga underarter finns listade i Catalogue of Life.